# 8 Letters
8 Letters ist das erste Studioalbum der US-amerikanischen Boyband Why Don’t We. Es wurde am 31. August 2018 veröffentlicht, in den USA von Atlantic Records und von Warner Music Group für den Rest der Welt. Es gab drei Single-Auskopplungen aus dem Album, Hooked, Talk und die Titelsingle 8 Letters.

## Titelliste
| Nr.          | Titel        | Länge |
| ------------ | ------------ | ----- |
| 1.           | 8 Letters    | 3:10  |
| 2.           | Talk         | 3:10  |
| 3.           | Choose       | 2:53  |
| 4.           | In Too Deep  | 3:15  |
| 5.           | Friends      | 3:34  |
| 6.           | Hard         | 3:16  |
| 7.           | Hooked       | 3:25  |
| 8.           | Falling      | 3:35  |
| Gesamtlänge: | Gesamtlänge: | 26:15 |

## Singleauskopplungen
Die erste Single Hooked wurde am 7. Juni 2018 als Hauptsingle des Albums veröffentlicht. Der Song erreichte Platz 22 der Bubbling Under The Hot 100 Charts. Talk wurde am 6. Juli 2018 als zweite Single veröffentlicht und erreichte Platz 18 der Bubbling Under The Hot 100 Charts. 8 Letters wurde als dritte Single am 19. August 2018 veröffentlicht und erreichte Platz 14 Der Bubbling Under The Hot 100 Charts.

## Rezeption

### Rezensionen
Der Rolling Stone gab dem Album eine schlechte Bewertung (1,5 von 5 Sternen). Als Grund wurde unter anderem die kurze Laufzeit bemängelt. Chris DeVille von Stereogum gefiel hingegen die Abwechslung, die Produktion und das Songwriting.

### Charts und Chartplatzierungen
| ChartsChartplatzierungen       | Höchstplatzierung | Wochen |
| ------------------------------ | ----------------- | ------ |
| Österreich (Ö3)                | 42 (1 Wo.)        | 1      |
| Schweiz (IFPI)                 | 87 (1 Wo.)        | 1      |
| Vereinigtes Königreich (OCC)   | 25 (1 Wo.)        | 1      |
| Vereinigte Staaten (Billboard) | 9 (4 Wo.)         | 4      |

### Auszeichnungen für Musikverkäufe
| Land/Region     | Auszeichnungen für Musikverkäufe (Land/Region, Auszeichnung, Verkäufe) | Verkäufe |
| --------------- | ---------------------------------------------------------------------- | -------- |
| Malaysia (RIM)  | Gold                                                                   | 5.000    |
| Singapur (RIAS) | Platin                                                                 | 10.000   |
| Insgesamt       | 1× Gold · 1× Platin ·                                                  | 15.000   |